# Тапиосентмартон
Тапиосентмартон (мађ. Tápiószentmárton) је насеље у централној Мађарској. Тапиосентмартон је веће насеље у оквиру пештанске жупаније.

## Географија

### Локација
Тапиосентмартон је село са највећом популацијом у Алшо-Тапио округу. До њега се најлакше долази аутомобилом са споредног пута који се одваја између 54. и 55. километра деонице аутопута број 4. Ако из престонице желите да дођете до насеља јавним превозом, препоручљиво је да изаберете железничку линију Будимпешта-Ујшаш-Солнок, која вас води до Нађкате, а одатле можете најлакшим Воланбусом до Тапиосентмартона, као железницом стајалиште је удаљено од центра.

## Историја
Место је насељено још од праисторије, о чему сведочи скитски златни јелен, штитни украс са кнежевске гробнице откривен у његовим границама 1923. године. (Оригинал се налази у Мађарском националном музеју, копија се може видети у Блашковићевом музеју у Тапиоселеу.)
Први познати документовани помен насеља датира из средине 15. века, 1459. године. У то време, територија села је била у власништву породице Пањи-Галди и Иштвана Вербечија. Током турских освајања село је опустело и тамо нико није живео.
Међу каснијим власницима подручја а и села највећу славу стекла је породица Блашковић. Међу члановима познате породице истакао се Берталан Блашковић, који је у првим деценијама 19. века учествовао у покретању часописа Аурора (1822), који је уређивао Карољ Кишфалуди, и значајно подржавао домаће коњске трке. Његов син, фармер Ерне Бласшковић Ебецки, одгајао је чувену ергелу, у којој је одгајана и такмичарска кобила „Кинчем”.

## Становништво
Током пописа 2011, 93,6% становника се изјаснило као Мађари, 2% као Роми, 0,2% као Немци и 0,2% као Румуни (6,2% се није изјаснило). 
Верска дистрибуција је била следећа: римокатолици 55,5%, реформисани 5,2%, лутерани 11,6%, неденоминациони 8,8% (17,2% се није изјаснило).